# کاسکود
کاسکود یا با تلفظ درست کَسکُود (به انگلیسی: Cascode) یک تقویت‌کننده دوطبقه‌ای است که یک طبقه امیتر مشترک ورودی یک طبقه بیس مشترک را تغذیه می‌کند، تشکیل شده‌است.
در مقایسه با یک تقویت‌کننده تک طبقه، این ترکیب ممکن است دارای یک یا چند مشخصه زیر باشد: جداسازی ورودی-خروجی بالاتر، امپدانس ورودی بالاتر، امپدانس خروجی بالا، پهنای‌باند بالاتر.

## تاریخ
استفاده از کَسکُود (که بعضاً به کَسکُودکردن تعبیر می‌شود) یک روش معمول برای بهبود عملکرد مدار آنالوگ است که هم برای لامپ‌های خلأ و هم برای ترانزیستورها قابل استفاده است. نام «کَسکُود» در مقاله‌ای توسط فردریک وینتون هانت و راجر وین هیکمن در سال ۱۹۳۹ و در بحث استفاده از تثبیت‌کننده‌های ولتاژ نوشته شد. آنها یک کاسکود از دو ترایود (اولی با کاتد مشترک، دومی با شبکه مشترک) به عنوان جایگزینی برای پنتود پیشنهاد کردند و بنابراین ممکن است نام به عنوان مخفف «(تقویت‌کننده ترایود آبشار دارای ویژگی‌های مشابه، اما دارای نویز کمتر از یک پنتود واحد)» فرض شود.

## عملکرد

شکل ۱: تقویت کننده کسکود کلاس-A کانال-N

شکل ۱ نمونه ای از تقویت کننده کسکود با تقویت‌کننده سورس مشترک را به عنوان طبقه ورودی که توسط یک منبع سیگنال، Vin راه‌اندازی می‌شود، نشان می‌دهد. این طبقه ورودی یک تقویت‌کننده گیت مشترک را به عنوان طبقه خروجی با سیگنال خروجی Vout راه‌اندازی می‌کند.
همان‌طور که فِت‌ پایین هدایت می‌شود، ولتاژ منبع فِت‌ فوقانی را تغییر می‌دهد، و فِت‌ فوقانی به دلیل تغییر پتانسیل بین گیت و سورس آن، هدایت می‌کند.
مزیت عمده این آرایش مداری از قرار گرفتن ترانزیستور اثر میدان (فِت‌) بالایی به عنوان بار پایانه خروجی فِت‌ ورودی (پایینی) (درین) ناشی می‌شود. از آنجا که در فرکانس‌های کاری گیت فِت‌ بالایی به‌طور مؤثری زمین شده، ولتاژ سورس فِت‌ بالایی (و در نتیجه درین ترانزیستور ورودی) در هنگام کار در ولتاژ تقریباً ثابتی نگه داشته می‌شود. به عبارت دیگر، فِت‌ بالایی مقاومت کمتری در برابر فِت‌ پایینی از خود نشان می‌دهد و بهره ولتاژ فِت‌ پایینی را بسیار کم می‌سازد، که خازن بازخورد اثر میلر را از درین به گیت فِت‌ پایینی کاهش می‌دهد. این افت بهره ولتاژ توسط فِت‌ بالایی بازیابی می‌شود؛ بنابراین، ترانزیستور بالایی به فِت‌ پایین اجازه می‌دهد تا با حداقل بازخورد منفی (میلر) کار کند و پهنای‌باند آن را بهبود بخشد.

### پایداری
آرایش کسکود نیز بسیار پایدار است. خروجی آن هم از نظر الکتریکی و هم از نظر فیزیکی از ورودی جدا شده (ایزوله) است. ترانزیستور پایین ولتاژ تقریباً ثابتی را هم در درین و هم در سورس دارد و بنابراین اساساً «هیچ‌چیزی» برای بازخورد درون گیت آن وجود ندارد.

### بایاس‌کردن
همان‌طور که نشان داده شده‌است، مدار کاسکود با استفاده از دو فِت‌ «پُشته‌شده» محدودیت‌هایی را برای دو فِت‌ ایجاد می‌کند - یعنی فِت‌ فوقانی باید بایاس‌شده باشد بنابراین ولتاژ سورس آن به اندازه کافی بالا است (ولتاژ درین فِت‌ پایینی ممکن است بسیار کم شود و باعث اشباع شود) اطمینان از این شرایط برای فِت‌ها مستلزم انتخاب دقیق جفت یا بایاس ویژه در قسمت بالایی فِت‌ است که هزینه را افزایش می‌دهد.

## کاربردهای دیگر
با گسترش مدارهای مجتمع، ترانزیستورها از نظر مساحت دای سیلیکون ارزان شده‌اند. به ویژه در فناوری ماسفت، می‌توان از کاسکودکردن در آینه‌های جریان استفاده کرد تا امپدانس خروجی منبع جریان خروجی را افزایش دهد.
یک نسخه اصلاح شده از کاسکود همچنین می‌تواند به عنوان مدولاتور، به ویژه برای مدولاسیون دامنه، استفاده شود. قطعه بالایی سیگنال صوتی را تحویل می‌دهد و قطعه پایینی تقویت‌کننده آراف است.

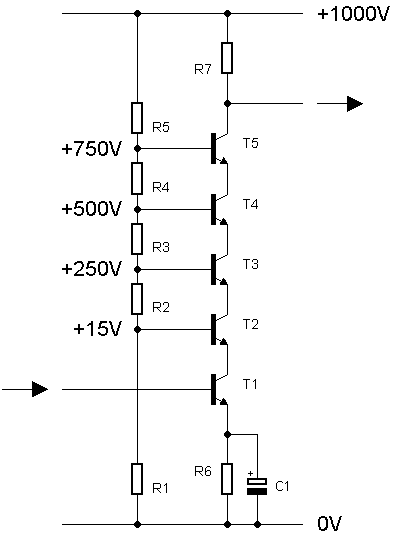
پشتهٔ ولتاژ-بالا

همچنین ممکن است یک کاسکود با یک نردبان ولتاژ ترکیب شده و یک ترانزیستور ولتاژ-بالا ایجاد کند. ترانزیستور ورودی ممکن است از هر نوع UCEO-کم باشد، در حالی که سایرین، مانند تثبیت‌کننده‌های ولتاژ سری خطی پشته‌شده، باید بتوانند بخش قابل توجهی از ولتاژ تغذیه را تحمل کنند. توجه داشته باشید که برای سوینگ (اندازه‌نوسان) ولتاژ-خروجی بزرگ، ولتاژ بیس خود را نباید توسط خازن‌هایی به زمین کنارگذر شود، و بالاترین مقاومت نردبانی باید قادر به تحمل تمام ولتاژ تغذیه باشد. این نشان می‌دهد که یک تثبیت‌کننده ولتاژ سری خطی در واقع یک بافر جریان است که تعریف‌های ورودی و خروجی آن عوض شده‌است.

## پارامترهایدو-دریچه‌ای
با استفاده از امپدانس ورودی، امپدانس خروجی و بهره ولتاژ، می‌توان پیکربندی کاسکود را به عنوان یک تقویت‌کننده ولتاژ ساده (یا به عبارت دقیق‌تر، به عنوان یک شبکه دودریچه‌ای پارامتر g) نشان داد. این پارامترها زیر مربوط به پارامترهای g هستند. سایر خواص مفیدی که در اینجا در نظر گرفته نشده‌اند، پهنای‌باند مدار و دامنه دینامیکی هستند.

### کاسکود بی‌جی‌تی: پارامترهای سیگنال-کوچک فرکانس-پایین

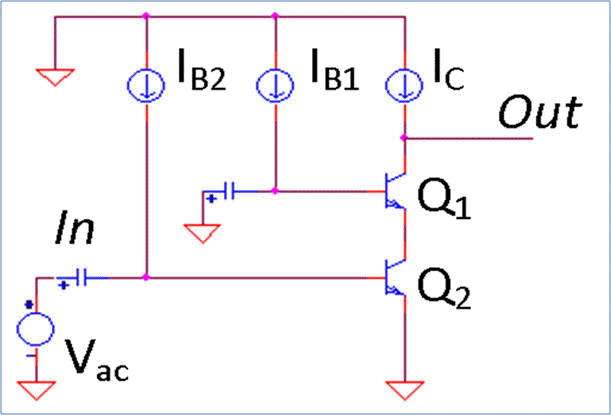
شکل ۲: کاسکود بی‌جی‌تی با استفاده از منابع جریان ایده‌آل برای بایاس DC و خازن‌های بزرگ تزویج برای زمین و منبع سیگنال AC. خازن‌ها برای AC اتصال کوتاه هستند

بی‌جی‌تیها را می‌توان در مدار سیگنال-کوچک با مدل هایبرید-پای نشان داد.
|              | تعریف | عبارت                                                                                 |
| ------------ | --- | ------------------------------------------------------------------------------------- |
| بهره ولتاژ   | {\displaystyle A_{\text{v}}=g_{21}=\left.{\frac {v_{\text{out}}}{v_{\text{in}}}}\right\|_{i_{\text{out}}=0}}              | {\displaystyle -g_{m2}(r_{\pi 1}//r_{{\text{O}}2})(g_{m1}r_{{\text{O}}1}+1)}          |
| مقاومت ورودی | {\displaystyle R_{\text{in}}={\frac {1}{g_{11}}}=\left.{\frac {v_{\text{in}}}{i_{\text{in}}}}\right\|_{i_{\text{out}}=0}} | {\displaystyle r_{\pi 2}}                                                             |
| مقاومت خروجی | {\displaystyle R_{\text{out}}=g_{22}=\left.{\frac {v_{\text{out}}}{i_{\text{out}}}}\right\|_{v_{\text{in}}=0}}            | {\displaystyle r_{{\text{O}}1}+(g_{m1}r_{{\text{O}}1}+1)(r_{\pi 1}//r_{{\text{O}}2})} |

### کاسکود ماسفت: پارامترهای سیگنال کوچک با فرکانس-پایین

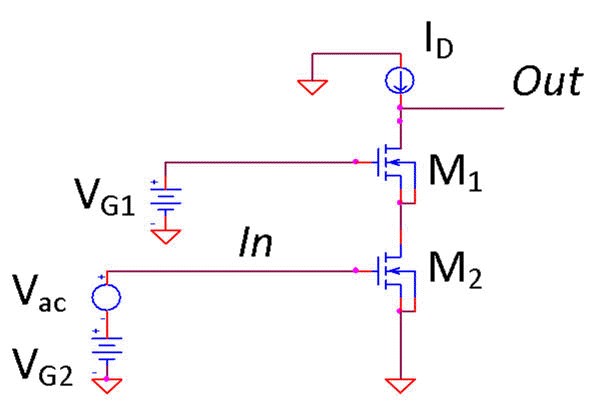
شکل ۳: کاسکود ماسفت با استفاده از منابع ولتاژ ایده‌آل برای بایاس DC گیت و منبع جریان DC به عنوان بار فعال. از آنجا که هر ترانزیستور ماسفت به گیت و سورس متصل است، این پیکربندی فقط برای اجزای گسسته ۳-سر معتبر است.

به‌طور مشابه، پارامترهای سیگنال کوچک را می‌توان برای نسخه ماسفت استخراج کرد، همچنین معادل مدل هایبرید-پای آن را جایگزین ماسفت می‌کند. با توجه به اینکه جریان گیت ماسفت صفر است، می‌توان این اقتباس را ساده کرد، بنابراین مدل سیگنال کوچک برای بی‌جی‌تی در حد جریان بیس صفر به مدل ماسفت تبدیل می‌شود:
{\displaystyle I_{B}\to 0\Rightarrow r_{\pi }={\frac {V_{T}}{I_{B}}}\to \infty ,}
که در آن VT ولتاژ حرارتی است.
|              | تعریف | عبارت |
| ------------ | --- | --- |
| بهره ولتاژ   | {\displaystyle {A_{\mathrm {v} }}=g_{21}={\begin{matrix}{v_{\mathrm {out} } \over v_{\mathrm {in} }}\end{matrix}}{\Big \|}_{i_{out}=0}}                     | {\displaystyle {-(g_{\mathrm {m1} }r_{\mathrm {O1} }+1)g_{\mathrm {m2} }r_{\mathrm {O2} }}}                                            |
| مقاومت ورودی | {\displaystyle R_{\mathrm {in} }={\begin{matrix}{\frac {1}{g_{11}}}\end{matrix}}={\begin{matrix}{\frac {v_{in}}{i_{in}}}\end{matrix}}{\Big \|}_{i_{out}=0}} | {\displaystyle \infty } |
| مقاومت خروجی | {\displaystyle R_{\mathrm {out} }=g_{22}={\begin{matrix}{\frac {v_{out}}{i_{out}}}\end{matrix}}{\Big \|}_{v_{in}=0}}                                        | {\displaystyle \left(r_{\mathrm {O1} }+r_{\mathrm {O2} }\right)\left(1+g_{\mathrm {m1} }(r_{\mathrm {O1} }//r_{\mathrm {O2} })\right)} |

### طراحی با فرکانس-بالا
در فرکانس‌های بالا، خازن‌های مزاحم ترانزیستورها (گیت به درین، گیت به سورس، درین به بدنه و معادل‌های دوقطبی) باید در مدل‌های هایبرید-پای قرار گیرند تا پاسخ فرکانسی دقیق بدست آید. اهداف طراحی با تأکید بر بهره کلی که در بالا برای طراحی با فرکانس پایین توضیح داده شده‌است نیز متفاوت است. در مدارهای با فرکانس-بالا، تطبیق امپدانس در ورودی و خروجی تقویت‌کننده معمولاً به منظور از بین بردن بازتاب سیگنال و به حداکثر رساندن بهره توان، مورد نظر است. در کاسکود، جداسازی بین دهانه‌های ورودی و خروجی هنوز با یک جمله انتقال معکوس کوچک g12 مشخص می‌شود، و طراحی شبکه‌های تطبیق آسان‌تر است زیرا تقویت‌کننده تقریباً یک‌طرفه است.